# طريق بغداد (كركوك)
طريق بغداد حي في كركوك.